# Tobias Børkeeiet
Tobias Borchgrevink Børkeeiet (født 18. april 1999) er en norsk fodboldspiller, der spiller for Rapid Wien.

## Karriere

### Stabæk
Børkeeiet voksede op i Bekkestua og kom til ungdomsafdelingen i Stabæk Fotball som 5-årig og skrev sin første professionelle kontrakt med eliteserieklubben 14 år senere.
Han kom gennem rækkerne og gik på sportsgymnasiet NTG Bærum.
Den 11. marts 2018 fik han sin Eliteserie-debut for Stabæk, i en udekamp mod Strømsgodset. Marcus Pedersen scorede to gange på vegne af hjemmeholdet, men mål fra Franck Boli og Ohi Omoijuanfo sikrede uafgjort 2–2. Børkeeiet startede kampen på bænken og optrådte som en erstatning for Hugo Vetlesen fire minutter før fuld tid af cheftræner Toni Ordinas. Han scorede sit første mål den 5. december 2018 i en nedrykningskamp mod Aalesunds FK, som var kampens eneste mål, da Stabæk vandt 1–0 og sikrede endnu en sæson i Eliteserien.
På tidspunktet for sin afgang i juli 2019 havde han spillet 44 kampe og scoret et mål for Stabæk.

### Brøndby
Den 5. juli 2019 skrev han under på en femårig kontrakt med Brøndby.
for et ikke oplyst gebyr, der rapporteres at være omkring € 1,1 mio. Han fik sin officielle debut for klubben seks dage senere som vikar i en 4-1 hjemmesejr over Inter Turku i den første kvalifikationsrunde i 2019–20 UEFA Europa League.
I september pådrog Børkeeiet en hofteskade, der holdt ham ude i nogle måneder. Den 9. januar 2020 blev det besluttet, at skaden skulle opereres, hvilket blev udført en uge senere.
Efter en skadesperiode på næsten et år vendte Børkeeiet i sommeren 2020 tilbage på træningsbanen i Brøndby.
Den 20. september 2020, vendte Børkeeiet tilbage på banen, han blev skiftet ind i overtiden som erstatning for Andreas Bruus da Brøndby vandt derbyet 2–1 over FCK i Parken.
Den 8. august 2021, scorede Børkeeiet sit første mål for Brøndby, da han udlignede til 1-1 i 26. minut, efter en ripost fra et hjørnespark da Brøndby tabte derbyet 4-2 til FCK.

### Landshold
Han blev udtaget til Norges trup til U19-EM 2018 i Finland.
Under turneringen lavede han tre optrædener som starter.
Han blev udtaget i Norges trup til U20-VM 2019 i Polen.
Under turneringen fik han tre landskampe som starter. Han markerede sig ved at give to assists mod Uruguay (3-1 -tab) og Honduras (12-0 -sejr).
Han blev for første gang udtaget til det Norges U/21 landshold den 11. september 2018 til en kvalifikationskamp mod Aserbajdsjan, som endte med en 1-3 sejr.

## Titler
Superligaen 2020-21 med Brøndby IF.